# Villiers-au-Bouin
Pour les articles homonymes, voir Villiers.
Villiers-au-Bouin est une commune française située dans le département d'Indre-et-Loire, en région Centre-Val de Loire.

## Géographie

### Localisation
La commune est située au nord-ouest du département d'Indre-et-Loire et se situe au tripoint de celui-ci, du Maine-et-Loire et de la Sarthe. Elle fait partie du Haut-Anjou dans la partie de la Touraine angevine qui se prolonge dans le Maine angevin voisin.
Villes et villages les plus proches : Couesmes (2 km), Château-la-Vallière (3 km), Chenu (5 km), Braye-sur-Maulne (5 km), Saint-Germain-d'Arcé (6 km), Brèches (6 km), Marcilly-sur-Maulne (6 km), Lublé (8 km), Saint-Laurent-de-Lin (9 km) et Souvigné (9 km).
| La Chapelle-aux-Choux Sarthe | Saint-Germain-d'Arce Sarthe | Chenu Sarthe        |
|                              | Villiers-au-Bouin           | Couesmes            |
| Marcilly-sur-Maulne          | Braye-sur-Maulne            | Château-la-Vallière |

### Hydrographie

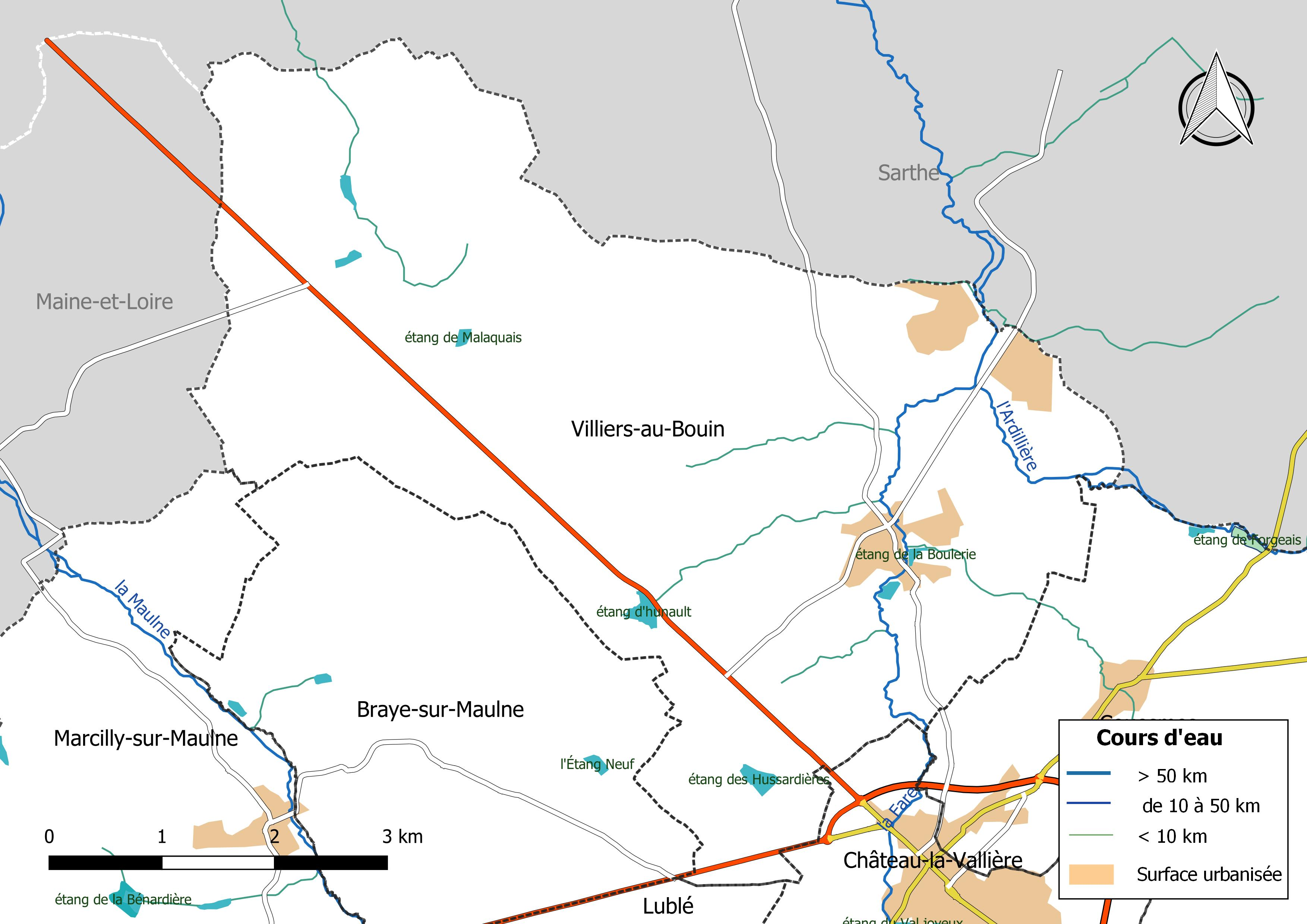
Réseau hydrographique de Villiers-au-Bouin.

Le réseau hydrographique communal, d'une longueur totale de 18,04 km, comprend deux cours d'eau notables, la Fare (5,398 km) et l'Ardillière (1,926 km), et sept petits cours d'eau pour certains temporaires,.
La Fare, d'une longueur totale de 36,9 km, prend sa source dans la commune de Sonzay et se jette  dans le Loir à La Chapelle-aux-Choux (Sarthe) après avoir traversé 8 communes. 
Ce cours d'eau est classé dans la liste 2 au titre de l'article L. 214-17 du code de l'environnement sur le Bassin Loire-Bretagne. Du fait de ce classement, tout ouvrage doit être géré, entretenu et équipé selon des règles définies par l'autorité administrative, en concertation avec le propriétaire ou, à défaut, l'exploitant. 
Sur le plan piscicole, la Fare est classée en première catégorie piscicole. Le groupe biologique dominant est constitué essentiellement de salmonidés (truite, omble chevalier, ombre commun, huchon).
L'Ardillière, d'une longueur totale de 11,8 km, prend sa source dans la commune de Souvigny et se jette  dans la Fare dans le nord-est du territoire communal, après avoir traversé 5 communes. Ce cours d'eau est classé dans la liste 2 au titre de l'article L. 214-17 du code de l'environnement sur le Bassin Loire-Bretagne. Du fait de ce classement, tout ouvrage doit être géré, entretenu et équipé selon des règles définies par l'autorité administrative, en concertation avec le propriétaire ou, à défaut, l'exploitant. 
Sur le plan piscicole, l'Ardillière est également classée en deuxième catégorie piscicole.
Dix zones humides ont été répertoriées sur la commune par la direction départementale des territoires (DDT) et le conseil départemental d'Indre-et-Loire : « la vallée de la Fare de Château-la-Vallière à Villiers-au-Bouin », « la vallée de la Fare du Grand Fleuret à la Cimenterie », « la vallée de l'Ardillère de Montigny à la confluence avec la Fare », « la vallée du Ruisseau de l'étang de la Boulerie », « la vallée du Ruisseau de l'étang d'Hunault », « la vallée du Ruisseau du Brûle-Choux », « la vallée du Ruisseau du Petit Paché à Vernoil », « les étangs de la Braudière », « l'étang des Hussardières », et « l'étang d'Hunault »,.

### Climat
Pour des articles plus généraux, voir Climat du Centre-Val de Loire et Climat d'Indre-et-Loire.
En 2010, le climat de la commune est de type climat océanique dégradé des plaines du Centre et du Nord, selon une étude du CNRS s'appuyant sur une série de données couvrant la période 1971-2000. En 2020, Météo-France publie une typologie des climats de la France métropolitaine dans laquelle la commune est exposée à un climat océanique et est dans la région climatique  Moyenne vallée de la Loire, caractérisée par une bonne insolation (1 850 h/an) et un été peu pluvieux. 
Pour la période 1971-2000, la température annuelle moyenne est de 11,2 °C, avec une amplitude thermique annuelle de 14,5 °C. Le cumul annuel moyen de précipitations est de 698 mm, avec 11,6 jours de précipitations en janvier et 6,9 jours en juillet. Pour la période 1991-2020, la température moyenne annuelle observée sur la station météorologique de Météo-France la plus proche, sur la commune de Channay-sur-Lathan à 11 km à vol d'oiseau, est de 12,1 °C et le cumul annuel moyen de précipitations est de 708,7 mm,. Pour l'avenir, les paramètres climatiques de la commune estimés pour 2050 selon différents scénarios d'émission de gaz à effet de serre sont consultables sur un site dédié publié par Météo-France en novembre 2022.

## Urbanisme

### Typologie
Au 1er janvier 2024, Villiers-au-Bouin est catégorisée commune rurale à habitat dispersé, selon la nouvelle grille communale de densité à sept niveaux définie par l'Insee en 2022.
Elle est située hors unité urbaine. Par ailleurs la commune fait partie de l'aire d'attraction de Tours, dont elle est une commune de la couronne,. Cette aire, qui regroupe 162 communes, est catégorisée dans les aires de 200 000 à moins de 700 000 habitants,.

### Occupation des sols
L'occupation des sols de la commune, telle qu'elle ressort de la base de données européenne d’occupation biophysique des sols Corine Land Cover (CLC), est marquée par l'importance des territoires agricoles (82,6 % en 2018), en diminution par rapport à 1990 (83,8 %). La répartition détaillée en 2018 est la suivante : 
terres arables (54,1 %), prairies (21,6 %), forêts (13,5 %), zones agricoles hétérogènes (6,9 %), zones urbanisées (1,6 %), mines, décharges et chantiers (1,4 %), zones industrielles ou commerciales et réseaux de communication (0,9 %). L'évolution de l’occupation des sols de la commune et de ses infrastructures peut être observée sur les différentes représentations cartographiques du territoire : la carte de Cassini (XVIIIe siècle), la carte d'état-major (1820-1866) et les cartes ou photos aériennes de l'IGN pour la période actuelle (1950 à aujourd'hui).

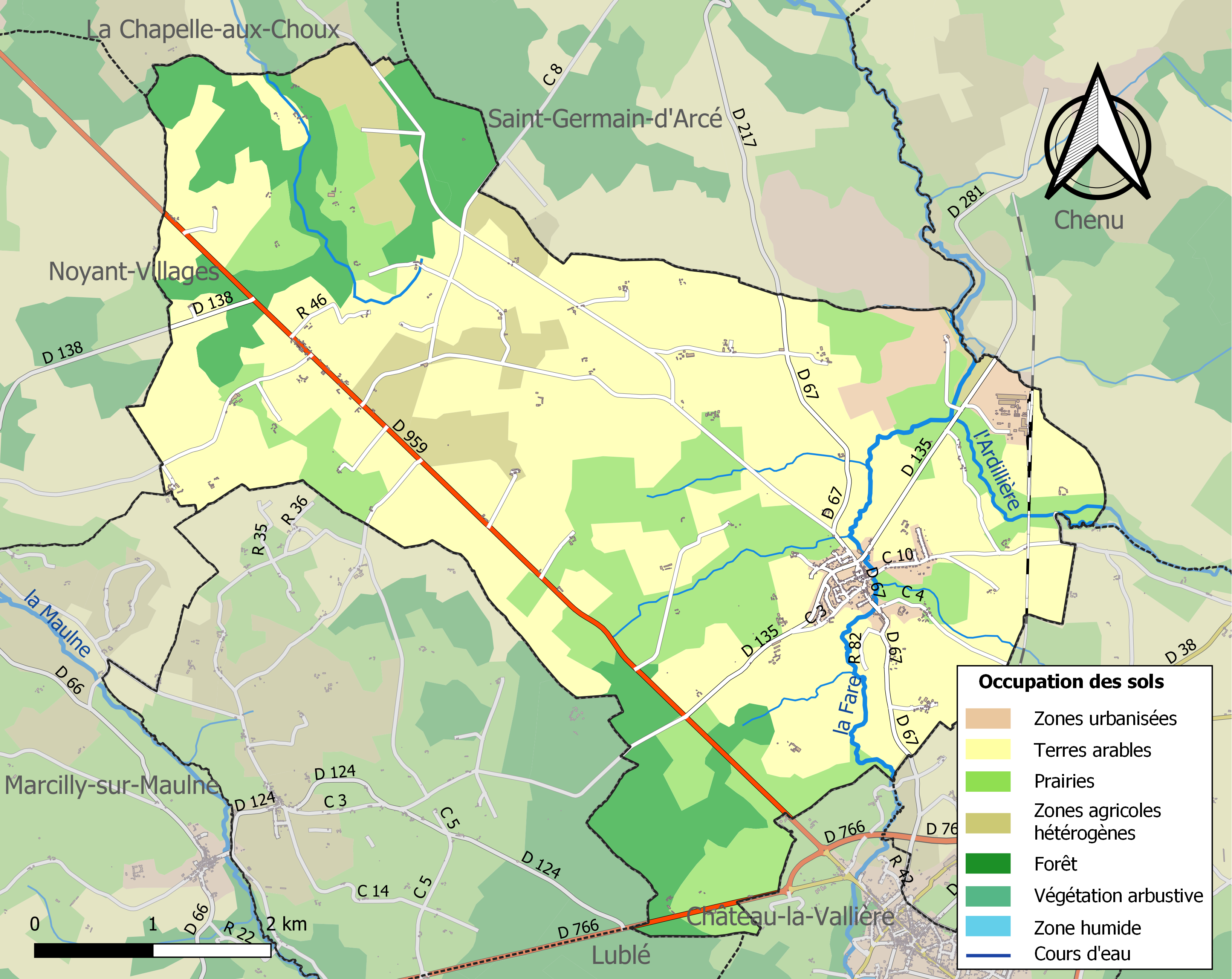
Carte des infrastructures et de l'occupation des sols de la commune en 2018 (CLC).

### Risques majeurs
Le territoire de la commune de Villiers-au-Bouin est vulnérable à différents aléas naturels : météorologiques (tempête, orage, neige, grand froid, canicule ou sécheresse) et séisme (sismicité très faible). Un site publié par le BRGM permet d'évaluer simplement et rapidement les risques d'un bien localisé soit par son adresse soit par le numéro de sa parcelle.

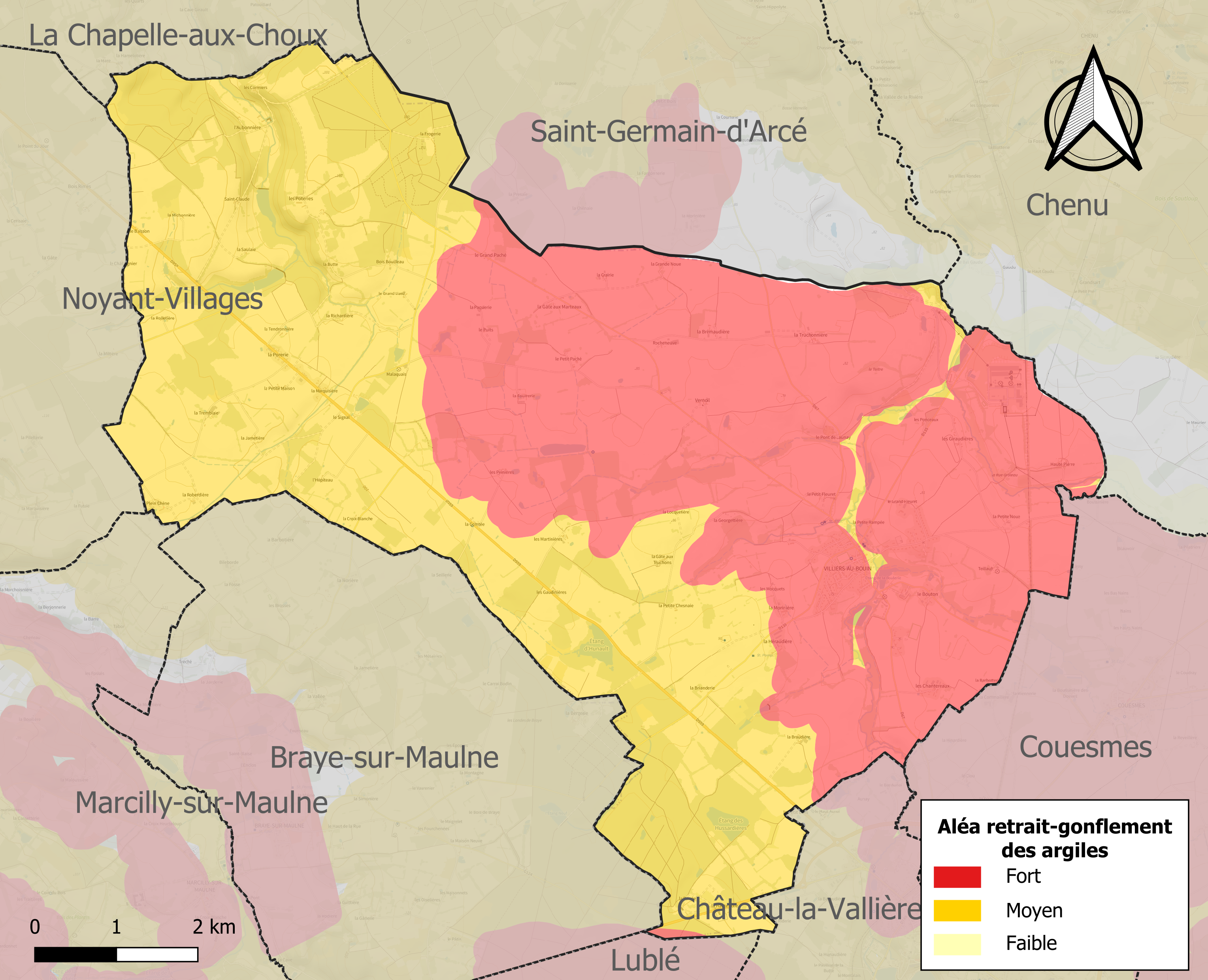
Carte des zones d'aléa retrait-gonflement des sols argileux de Villiers-au-Bouin.

Le retrait-gonflement des sols argileux est susceptible d'engendrer des dommages importants aux bâtiments en cas d’alternance de périodes de sécheresse et de pluie. 99,9 % de la superficie communale est en aléa moyen ou fort (90,2 % au niveau départemental et 48,5 % au niveau national). Sur les 353 bâtiments dénombrés sur la commune en 2019, 353 sont en aléa moyen ou fort, soit 100 %, à comparer aux 91 % au niveau départemental et 54 % au niveau national. Une cartographie de l'exposition du territoire national au retrait gonflement des sols argileux est disponible sur le site du BRGM,.
Concernant les mouvements de terrains, la commune a été reconnue en état de catastrophe naturelle au titre des dommages causés par des mouvements de terrain en 1999.

## Histoire
Au Moyen Âge et sous l'Ancien Régime, la paroisse faisait partie de l'Anjou et dépendait de la sénéchaussée angevine de Baugé.

## Politique et administration

### Liste des maires
| Période                                  | Période       | Identité               | Étiquette | Qualité  |
| ---------------------------------------- | ------------- | ---------------------- | --------- | -------- |
| 1890                                     | 1892          | Pierre Chauvin         |           |          |
| 1892                                     | 1908          | Constant Boucheron     |           |          |
| 1908                                     | 1925          | Louis Cador            |           |          |
| 1925                                     | 1929          | Gatien Refour          |           |          |
| 1929                                     | 1959          | Eugène Daveau          |           |          |
| 1959                                     | 1959 (3 mois) | Raymond Coquillet      |           |          |
| 1959                                     | 1965          | Alcide Gaucher         |           |          |
| 1965                                     | 1968          | Maurice Blondeau       |           |          |
| 1968                                     | 1970          | Marcel Guilvard        |           |          |
| 1970                                     | 1971          | Alcide Gaucher         |           |          |
| 1971                                     | 1983          | Odette Lambert         |           |          |
| 1981                                     | 2001          | Roger Leleu            |           |          |
| 2001                                     | mars 2014     | René Goupil de Bouillé | DVD       |          |
| mars 2014                                | mai 2020      | Martine Naveau         | SE        | Employée |
| mai 2020                                 | En cours      | Daniel Samedi          |           |          |
| Les données manquantes sont à compléter. |               |                        |           |          |

### Politique environnementale
Dans son palmarès 2016, le Conseil National des Villes et Villages Fleuris de France a attribué deux fleurs à la commune au Concours des villes et villages fleuris.

### Tendances politiques et résultats
| Scrutin             | Scrutin             | 1er tour | 1er tour | 1er tour | 1er tour | 1er tour  | 1er tour | 1er tour | 1er tour  | 1er tour | 1er tour | 1er tour | 1er tour | 2d tour | 2d tour | 2d tour | 2d tour | 2d tour | 2d tour |
| Scrutin             | Scrutin             | 1er      | 1er      | %        | 2e       | 2e        | %        | 3e       | 3e        | %        | 4e       | 4e       | %        | 1er     | 1er     | %       | 2e      | 2e      | %       |
| ------------------- | ------------------- | -------- | -------- | -------- | -------- | --------- | -------- | -------- | --------- | -------- | -------- | -------- | -------- | ------- | ------- | ------- | ------- | ------- | ------- |
| Présidentielle 2017 | Présidentielle 2017 |          | FN       | 36,39    |          | LR        | 20,72    |          | EM        | 16,63    |          | LFI      | 13,01    |         | EM      | 54,91   |         | FN      | 45,09   |
| Présidentielle 2022 | Présidentielle 2022 |          | RN       | 46,51    |          | LREM      | 20,93    |          | LFI       | 12,09    |          | REC      | 4,65     |         | RN      | 61,02   |         | LREM    | 38,98   |
| Législatives 2022   | 5e                  |          | RN       | 41,47    |          | MoDem-Ens | 16,67    |          | PCF-Nupes | 15,89    |          | LR       | 13,95    |         | RN      | 63,04   |         | MoDem   | 36,96   |
| Législatives 2024   | 5e                  |          | RN       | 57,89    |          | PCF-NFP   | 15,26    |          | MoDem-Ens | 13,16    |          | LR       | 10,26    |         | RN      | 60,58   |         | MoDem   | 39,42   |

## Population et société

### Évolution démographique
L'évolution du nombre d'habitants est connue à travers les recensements de la population effectués dans la commune depuis 1793. Pour les communes de moins de 10 000 habitants, une enquête de recensement portant sur toute la population est réalisée tous les cinq ans, les populations de référence des années intermédiaires étant quant à elles estimées par interpolation ou extrapolation. Pour la commune, le premier recensement exhaustif entrant dans le cadre du nouveau dispositif a été réalisé en 2008.

En 2022, la commune comptait 735 habitants, en évolution de −3,03 % par rapport à 2016 (Indre-et-Loire : +1,67 %, France hors Mayotte : +2,11 %).
| 1793 | 1800 | 1806 | 1821 | 1831 | 1836 | 1841 | 1846 | 1851 |
| ---- | ---- | ---- | ---- | ---- | ---- | ---- | ---- | ---- |
| 679  | 695  | 788  | 895  | 887  | 852  | 842  | 802  | 813  |

| 1856 | 1861 | 1866 | 1872 | 1876 | 1881 | 1886 | 1891 | 1896 |
| ---- | ---- | ---- | ---- | ---- | ---- | ---- | ---- | ---- |
| 764  | 809  | 801  | 764  | 749  | 714  | 760  | 730  | 743  |

| 1901 | 1906 | 1911 | 1921 | 1926 | 1931 | 1936 | 1946 | 1954 |
| ---- | ---- | ---- | ---- | ---- | ---- | ---- | ---- | ---- |
| 770  | 737  | 740  | 659  | 676  | 703  | 697  | 664  | 647  |

| 1962 | 1968 | 1975 | 1982 | 1990 | 1999 | 2006 | 2008 | 2013 |
| ---- | ---- | ---- | ---- | ---- | ---- | ---- | ---- | ---- |
| 615  | 721  | 732  | 759  | 677  | 601  | 743  | 781  | 770  |

| 2018 | 2022 | - | - | - | - | - | - | - |
| ---- | ---- | - | - | - | - | - | - | - |
| 755  | 735  | - | - | - | - | - | - | - |

### Enseignement
Villiers-au-Bouin se situe dans l'Académie d'Orléans-Tours (Zone B) et dans la circonscription de Saint-Cyr-sur-Loire.
L'école primaire Ivry-Gitlis accueille les élèves de la commune.

## Culture locale et patrimoine

### Lieux et monuments
- Église paroissiale Saint-Pierre[37].
- Chapelle de Plainchêne[38].
- Cimenterie Calcia[39].
- Tuilerie de la Marquisière[40].
- Dolmen de la Pierre-Levée, dans l'enceinte de la Cimenterie.

### Personnalités liées à la commune
- Ivry Gitlis a inauguré l'école qui porte son nom.

### Héraldique
| Blason de Villiers-au-Bouin | Blason  | D'azur à la croix d'argent.                      |
| Blason de Villiers-au-Bouin | Détails | Le statut officiel du blason reste à déterminer. |